# کاپیتان فیلیپس (فیلم)
کاپیتان فیلیپس (به انگلیسی: Captain Phillips) فیلمی سینمایی به کارگردانی پل گرینگرس و محصول سال ۲۰۱۳ براساس داستانی واقعی که در سال ۲۰۰۹ اتفاق افتاده، ساخته شده‌است و داستان ربوده شدن کشتی باری آمریکایی به نام مائرسک آلاباما توسط دزدان دریایی سومالیایی را به تصویر می‌کشد. در این فیلم تام هنکس در نقش کاپیتان ریچارد فیلیپس به ایفای نقش می‌پردازد.
بیلی ری براساس کتابی به نام «وظیفه یک کاپیتان: دزدان دریایی سومالی، یگان ویژه نیروی دریایی ایالات متحده آمریکا و روزهای خطرناک در دریا» نوشته ریچارد فیلیپس و استفن تاتی، فیلم‌نامه فیلم سینمایی کاپیتان فیلیپس را نوشته‌است.

## داستان
یک گروه چهار نفری از دزدان دریایی سومالیایی، یک کشتی کارگو (باری) آمریکایی را به قصد دریافت پول می‌دزدند و کاپیتان فیلیپس که کاپیتان و مسئول کشتی است، سعی در نجات جان خدمه کشتی دارد